# Стратиг
Стратиг (грец. στρατηγός — воєвода, начальник війська, полководець, від грец. στρατός — військо та грец. ἄγω — вести, веду) — у візантійській імперії VII—X століть, намісник і головнокомандувач феми (тобто військово-адміністративного округу) володів усією повнотою цивільної та військової влади. У візантійському табелі про ранги X століття стратиг феми зараховувася до осіб 1-го класу, ступеня і чину. Однак з XI століття стратиги втратили владу і перетворилися на начальників міських і фортечних гарнізонів, а з XII століття посада взагалі зникла.